# Souleye
Mario Treadway (* 3. května 1980, Sturbridge, Massachusetts), známý spíše pod pseudonymem Souleye, je americký rapper a hiphoper. Nezávisle vydal 11 alb, přičemž poslední z nich, Hunting Teardrops, vydal v březnu 2021. Spolupracoval mimo jiné s umělci, jako jsou Bassnectar, BLVD či Alanis Morissette.

## Kariéra
Souleye se narodil ve městě Sturbridge v Massachusetts otci s indiánskými předky a matce italského původu. Začal rapovat na střední škole, kterou dokončil v roce 1999. Dále pokračoval ve studiu na Western New England University, kterou však po roce opustil.
V roce 2001 začal naplno skládat a vystupovat se skupinou hiphoperů Transcendental Alliance. V roce 2003 pak vydal s undergroundovým umělcem Campaign svoje první album, Soul Sessions.
V ten samý rok umřel jeho nejlepší přítel na rakovinu, na což reagoval odchodem do ústraní, kde napsal další album, Flexible Morality. V roce 2004 spáchal jeho psychicky nemocný bratr sebevraždu; při vyklizení jeho bytu objevil Treadway na stropě nálepku s heslem "Music Matters" (kterou od něj již dříve dostal), a rozhodl se ji přijmout jako svoje motto. Ten rok následně vydal album Universoul Alchemy.
V roce 2006 navázal spolupráci s producentem Samuelem "Sleephead" Pohnerem a jako duo Souleye & Sleepyhead vydali album Intergalactic Vibes. To vyhrálo hudební soutěž časopisu Relix a jako vítězové soutěže mohli Souleye and Sleepyhead zahrát na týdenním festivalu Jamcruise 4. Souleye zde rapoval s Michaelem Frantim a četně vystupoval i s DJ Bassnectarem; pro něj také složil a nahrál píseň "Amorphous Form" v rámci alba Underground Communication. V roce 2007 se Souleye připojil k sanfranciské hudební skupině BLVD, s níž nahrál album Music for People. Se skupinou vystupoval do roku 2009, kdy se opět osamostatnil.
V tomto roce potkal v Los Angeles poprvé Alanis Morissette, a to na meditačním shromáždění; v roce 2010 pak byli zasnoubeni. Souleye zahájil její turné "Guardian Angel" (2012), čímž byla započata jejich umělecká spolupráce. Dále v letech 2013 a 2014 vydal alba Iron Horse Running a Identified Time.
V roce 2015 vydal Souleye album Shapeshifting. Videoklip k písni "The Victim" měl premiéru na Yahoo Music a singl "Labeled" se dostal do Top 20 Official European Independent Music Charts.
V listopadu 2016 vydal debutový singl "Follow Your Heart" ze svého nadcházejícího alba Wild Man. V lednu 2017 následně vydal druhý singl "Snow Angel" spolu s Alanis Morissette. Videoklip měl premiéru na Fuse TV a byl představen na serveru The Huffington Post. Prudecentem alba, vydaného v září 2017, bylo duo Crush Effect.

## Osobní život
Souleye se 22. května 2010 oženil se zpěvačkou a herečkou Alanis Morissette. Mají spolu 3 děti, syny Evera (25. prosince 2010) a Wintera (8. srpna 2019) a dceru Onyx (23. června 2016).

## Diskografie

### Alba
- Soul Sessions (2002)
- Flexible Morality (2003)
- Universoul Alchemy (2004)
- Intergalactic Vibes (2005)
- Balance in Babylon (2007)
- Music For People (spolu s BLVD) (2008)
- Iron Horse Running (2013)
- Identified Time (2014)
- Shapeshifting (2015)
- Wildman (2017)
- Soul School (2019)
- Hunting Teardrops (2021)

### Spolupráce
- Bassnectar - "Amorphous Form", Underground Communication (2005)
- Lynx - "Just One Step", Grain Of Sand (2007)
- Breakbeatbuddah - "Mind Check", Mind Bombin (2007)
- Vokab Kompany - "Shine", The New Kong (2008)
- On The One - "Love Addiction" (remix), Love Addiction (2008)
- Seventhswami -"Escape Artist", Here For Now (2009)
- STS9 - "Hidden Hand, Hidden Fist", Peaceblaster (The New Orleans Make it Right Remixes) (2009)
- Random Rab - "Clarification of Meaning", aRose (2009)
- MiMosa - "Delivery", Hostilis (2009)
- Lila Rose - "Magick", Osmos Your Sonica (2009)
- Apaulo 8 - "Youthful Inheritance", Infinite Possibilities (2011)
- Vokab Kompany - singl "Let it Fly" (2013)
- Vokab Kompany & Stephan Jacobs - singl "Me Against Me" (2013)